# (26310) 1998 TX6
(26310) 1998 TX6 est un astéroïde Amor découvert en 1998.

## Description
(26310) 1998 TX6 a été découvert le 14 octobre 1998 à l'observatoire de Kitt Peak, situé dans l'Arizona (États-Unis), par le projet Spacewatch de l’université de l'Arizona.

### Caractéristiques orbitales
L'orbite de cet astéroïde est caractérisée par un demi-grand axe de 2,14 UA, un périhélie de 1,14 UA, une excentricité de 0,47 et une inclinaison de 5,38° par rapport à l'écliptique. Du fait de ces caractéristiques, à savoir un périhélie compris entre 1,017 et 1,3 UA, il est classé comme astéroïde Amor, une famille d'astéroïdes géocroiseurs, croisant l'orbite de la Terre.

### Caractéristiques physiques
(26310) 1998 TX6 a une magnitude absolue (H) de 19,1 et un albédo estimé à 0,265.